# Akropola (Atena)
Atenska akropola je najpoznatija akropola (grčki: akros, akron = krajnji, najgornji, najviši, šiljat; i polis = grad) stare Grčke, te je često zovu samo Akropola. Nju čini kompleks antičkih građevina na visokoj ravnoj stijeni, 70 m visine i 150 m iznad razine mora, čija površina iznosi oko 3 hektara. God. 1987. upisana je na UNESCO-ov popis mjesta svjetske baštine u Europi kao jedno od najvažnijih spomenika europske kulturne baštine.

## Mitološko objašnjenje nastanka
Prema predaji prepirali su se Atena i Posejdon nekoć o prevlasti nad gradom Atenom. Posejdon je dokazivao svoju snagu dodirujući svojim trorogom stijenu Akropole, poslije čega je na tom mjestu izbio izvor slane vode. Božica Atena je, naprotiv, zasadila maslinu u golu klisuru, koja je odmah počela prekrasno zelenjeti. Posejdon je priznao da je poražen, a sveta maslina božice Atene oduprla se svim napadima na Akropolu. Kad su je Perzijanci poslije zauzeća Atene spalili, idućeg je već dana pokazala svjež, lakat dug izdanak - čudo koje je navodno Atenjane podstreklo na nova ratnička djela.
Nalazi su dokazali da je žuto-modra klisura iz vapnenca, što se uzdiže 156 m iznad morske razine, a 80 m iznad Atene, nazvana Acropoleis - ("Gornji grad"), upotrebljavana za mnoge gradske utvrde stare Grčke. Postojao je i naziv Kekropola, prema prvom mitskom kralju Atene koji je imao zmijsko tijelo, Kekropu.

## Realna povijest
Nalazi su dokazali da je taj kraj morao biti nastanjen već u neolitsko doba, prije nekih 4000 godina. Prva utvrđena palača nastala je u mikenskoj epohi. Ostatci zidina iz tog vremena, oko 1200. godine prije naše ere ostali su sačuvani. Grci su u VI. stoljeću pr. Kr. sazidali među ostalim jedan hram božici Ateni, monumentalna ulazna vrata i svetište božici Niki. Tim građevinama nije bilo suđeno da dugo potraju. Perzijanci su ih u godinama 480. pr. Kr.-479 pr. Kr. sravnili sa zemljom. Temistokle i Kimon dali su da se izravnaju samo opkopi i da se ponovo podignu. Kao materijal upotrebljavali su razvaline starih hramova.
Kasnije iskopine u Perzijskim ruševinama dale su dragocjene podatke o izgledu prvih grčkih građevina na Akropoli. Između ostalog, pronašlo se kako su skulpture na starim hramovina bile obojene jarkim bojama.

### Klasično (zlatno) doba
Periklo, od godine 461. pr. Kr., strateg i plemićkom naobrazbom obdareni vladalac Atene, dao je na brdu tvrđave Akropole sazidati građevine iz klasične epohe čijim se im pozantnim ostacima još i danas divimo. Godine 448. pr. Kr. osnovao je građevnu komisiju kojoj su pripadali istaknuti arhitekti, kipari - među njima Fidija - i slikari. Savezna blagajna helenskih država bila je - protiv prvotnih otpora građana Atene - pozvana, da financira taj skupi projekt.
Kao četvrtu veliku gradnju na prostoru hramova zamislili su Erehteion, zdanje posvećeno kultu Posejdona Erehteja i Ateni Poliji. I ovdje je Mnesikle preuzeo vođenje gradnje. Ali radovi jedva da su bili započeli kada je godine 431. prije naše ere izbio rat između Atene i Sparte - trajao je gotovo trideset godina, bio je to peloponeski rat. Gradnja je bila obustavljena. Godine 429. Periklo je umro od kuge. Tek godine 404. Atena je morala pristati na mir pun poniženja. Gospodarska snaga metropole bila je iscrpljena. Unatoč tome iskoristili su predah poslije pobjede atenske flote nad spartanskom kako bi dovršili Erehteion u roku od dvije godine. Filoklo je dovršio Mnesikleovo djelo, građevinu s nepravilnim tlocrtom, ukrašenu jonskim stupovima. Takav osobit oblik hrama svodio se na potrebu, da bude više mjesta za nekoliko svetišta - za slani izvor Posejdonov, za maslinu božice Atene i grob kralja Kekropa. I taj hram potiče od Perikla, kojemu su njegovi protivnici predbacivali da kiti grad poput neke kokote.

### Helenističko i rimsko razdoblje
Tijekom helenističkog i rimskog razdoblja, većina građevina na akropoli djelomično je ili u potpunosti obnovljena zbog ratova i starosti. Prilikom obnove za helenističkoga razdoblja, podignuti su i spomenici istaknutim vladarima iz dinastije Atalida, uglavnom u kutovima oko Partenona i ispred Propileja, koji su im svojom monumentalnošću davali poseban značaj. Nakon dolaska Rimljana, spomenici nisu srušeni, već su malo izmijenjeni i vjerskim svečanostima posvećeni rimskim carevima Augustu i Agripi. Osim posvete spomenika, za vrijeme Julijevsko-Klaudijevske dinastije, u rimskom se senatu raspravljalo o mogućnosti izgradnje manjeg hrama, po uzoru na starogrčku arhitekturu, u blizini Partenona. Atenska akropola utjecala je i na brojne rimske graditelje, koji su kasnije u Rimu i drugim talijanskim gradovima pokušali oponašati neke njezine elemente, poput rasporeda grtađevina.
Osim Rimljana, i Grci su imali brojne zamisli o nadogradnji Atenske akropole. Početkom 3. stoljeća prije Krista javila se ideja, mnogo prije one rimske, o izgradnji još jednog, manje monumentalnog hrama, na sjevernoj padini. Hram je trebao biti posvećen šumskom bogu Panu, zbog čega je jednim dijelom trebao biti usječen u stijenu ili spojen s nekom od obližnjih pećina, kako bi se simbolično povezao s prirodom. Ipak, neki arhonti su negodovali zahtijevajući da se hram posveti Apolonu. Rimljanin Herod Atik izgradio je 161. pr. Kr. velebni amfiteatar Odeon na južnoj padini Akropole, koji je bio uništen za provale germanskog plemena Herula i ponovno obnovljen tijekom 1950-ih.
U 3. stoljeću, pod prijetnjom nove herulske invazije, zidine su obnovljene i nadograđene, izgrađena su ulazna vrata i nekoliko manjih zgrada vojne namjene oko Propileja. Zahvaljujući brzom djelovanju, Akropola se ubrzo mogla koristiti kao vojna utvrda.

### Bizantsko i osmansko razdoblje
U 5. stoljeću, za vrijeme samih početaka Bizantskog carstva, Partenon je bio pretvoren u kršćansku crkvu. Isprva je bila posvećena Blaženoj Djevici Mariji, ali je kasnije ponovno blagoslovljena i posvećena sv. Sofiji. Dok se nalazila u rukama Atenskog vojvodstva, Akropola je pretvorena u administrativno središte, s Partenonom kao katedralom, i Propilejom kao vojvodskom palačom.
Za Osmanskog osvajanja Grčke, Partenon je korišten kao glavni vojni šator prilikom opsade Atene, dok je Erehtej pretvoren u vojskovođin harem. Turci su godine 1456. iz toga hrama satvorili džamiju i kraj građevine postavili vitki minaret. Kad su ih Venecijanci vođeni grofom Konigsmarckom opkolili, spremili su svoje zalihe baruta i sve ugledne ljude u džamiju na Partenonu; nadali su se da se neprijatelj neće usuditi napasti hram. To se, međutim, ipak dogodilo. "Jedan luneburški poručnik drznuo se da u hram ubaci bombe", navodi se u jednoj staroj kronici.
Eksplozija je najvećim dijelom razorila Partenon. Svi radovi na njegovoj restauraciji koji su vršeni kasnijih godina - najvažniju akciju spašavanja poduzeo je Leo Klenze godine 1834. po nalogu Ludwiga I. Bavarskog - mogli su ta strahovita razaranja jedino izravnati tek neznatno. Kao drugu gradnju u Periklovo doba zapovjedili su da se sagradi hram Atene Nike. Arhitekt malene ove jonske građevine ponovo je bio Kalikrat. On je sagradio na jednom prostoru veličine 5 x 8 m nježan hram s 4 m visokim stupovima i 45 cm visokim obrubom prepunim likova. Za vrijeme Turaka ovaj je hram porušen. Od kamenih blokova bila je sagrađena kula. Njemački arheolog Ross porušio je tu kulu u godinama 1835. – 1836. i ponovno uspostavio hram.

## Arhitektonski izgled
- Propileji su monumentalno predvorje, odnosno prilazni trijem na atenskoj Akropoli (druga polovica 4. st. pr. Kr.). Arhitekt Mneziklo (Mnesicles) napravio je široko stubište između dva zida na čijem podnožju je stajalo šest dorskih stupova povezanih gredama, oni su tvorili fasadu prema gradu.
- Partenon, glavni hram Atene, nastao je prvi. Iktinos je sačinio nacrte, Kalikrat je preuzeo vođenje gradnje. Plastika je nastala u Fidijinoj radionici po majstorovim nacrtima. Na golemom kamenom podnožju od tri stepenice, čija je temeljna površina na gornjem rubu mjerila 70 x 30 m uzdizalo se 46 stupova visokih preko 10 m dorskog tipa. Obrubi s likovima i skulpture na zabatima ubrajale su se među najveće kiparske radove na svijetu. Iznad tamnocrvenih zidova unutrašnjosti tvorio je završetak jedan obojeni drveni kasetirani strop. Središte hrama bio je 13 m visok kip božice Atene. Sačinio ga je Fidija, bio je od zlata i slonove kosti; 7,5 mm debele zlatne ploče mogle su se skidati da bi se kontrolirala težina, a što se godine 433. pr. Kr. doista i uradilo, kad su Fidiju bili okrivili da se okoristio tim zlatom.
- Erehtej je komplicirana i nepravilna tlocrta s nekoliko odvojenih kultnih mjesta sa svetištima i žrtvenicima, te celama (prostorija sa svetištem): Pandroseion, Posejdonovo svetište, svetište Atene Polias i najčuveniji Trijem kora sa šest kipova mladih žena karijatida koje nose ravni krov trijema (danas su zamijenjene kopijama).

## Obnova
Sveobuhvatni projekt cjelokupne obnove atenske akropole započeo je 1975. godine. Osim čišćenja i obnove dijelova oštećenih prirodnim utjecajima (mehaničkim djelovanjem oborina i vjetra), obnavljali su se i loše ili nepropisno obnovljeni dijelovi akropole u prijašnjim obnovama tijekom 19. stoljeća. Projekt je osim vanjske obnove građevina sadržavao i dodatna arheološka iskapanja i pronalazak izvornih građevinskih materijala s ciljem njihova preseljenje u postave atenskih muzeja. Osim dizalicama i suvremenim tehnološkim pomagalima, nastojalo se što više obnavljati pomoću tradicionalnih alatki iz toga vremena, posebno brušenje kamena i glađenje stupova. Osim vapnenca, u obnovi se koristio i mramor s mitskog gorja Pentelikon, a ograničena i smjela uporaba titana produžila je vijek trajanja kamenih struktura i temelja ne nagrdivši izvorni izgled i ne opterećujući cjelokupnu konstrukciju.
Partenonove kolonade, uništene tijekom venecijanskog bombardiranja u 17. stoljeću,  u potpunosti su obnovljene, a i brojni pogrešno postavljeni kapiteli su popravljeni i usklađeni s dorskim ili jonskim stilom. S druge strane, krov i pod propileja obnovljeni su samo djelomično kako ne bi narušili izvoran izgled; na krovu su stari, dotrajali crijepovi zamijenjeni novim, glinenim crjepovima, pečenima na anitčki način u rekonstruiranim pećima. Pod je ukrašen mramorom i plavim i zlatnožutim sitnim mozaikom, prema opisima antičkih povjesničara i izvornih arhitektonskih nacrta. Obnova Hrama Atene Nike službeno je završena 2010. godine.
Tijekom obnove Hrama Atene Nike, Panteona i većeg dijela Akropole utrošeno je ukupno 2.675 tona građevinskog materijala, od čega 686 tona otpada na obnovu izvornog oštećenog materijala koji je kasnije uklopljen u pripadajuće strukture. Postavljeno je ukupno 905 novih mramornih blokova po gazištima i podovima, od čega je 186 ploča napravljeno, dok su ostale izvorne samo pobrušene i očišćene. Pri izradi 186 mramornih ploča utrošeno je 530 kubičnih metara sirovog mramora s brda Pentelikon.

## Poveznice
- Stara Grčka
- Umjetnost stare Grčke
- Popis mjesta svjetske baštine u Europi